# Гарі Фармер
Гарі Фармер (англ. Gary Farmer; 12 червня 1953, Ошвікен, Онтаріо) — канадський актор і режисер. Родом з індіанського племені каюга.
Акторську кар'єру у кіно розпочав у фільмі «Поліцейська академія» (1984). Одна з найбільш відомих робіт — роль індіанця Ніхто у фільмі Джима Джармуша «Мрець».
За час роботи знявся в багатьох фільмах і телепередачах. Крім акторської роботи, займається режисурою радіо і телепередач. Отримав нагороду головного редактора журналу Evolving Native American Arts & Culture.
Член правління ради мистецтв у провінції Онтаріо.

## Вибрана фільмографія
| Рік       |   | Українська назва          | Оригінальна назва                  | Роль                                                |
| --------- | - | ------------------------- | ---------------------------------- | --------------------------------------------------- |
| 1983      | с |                           | American Playhouse                 | Тубі (Епізод: "Overdrawn at the Memory Bank")       |
| 1984      | ф | Поліцейська академія      | Police Academy                     | власник магазину                                    |
| 1986      | с |                           | Philip Marlowe, Private Eye        | охоронець (Епізод: "Spanish Blood")                 |
| 1987      | ф |                           | The Big Town                       | Дюк                                                 |
| 1988      | с | Поліція Маямі             | Miami Vice                         | Вілсон (Епізод: "Bad Timing")                       |
| 1989      | ф |                           | Powwow Highway                     | Філберт Боно                                        |
| 1989      | с | П'ятниця, 13-те           | Friday, The 13th                   | Рік (Епізод: "Wedding Bell Blues")                  |
| 1989      | ф | Ренегати                  | Renegades                          | Джордж                                              |
| 1991      | ф |                           | The Dark Wind                      | Альберт Даші                                        |
| 1992—1994 | с |                           | Forever Knight                     | Капітан Джо Стонетрі / детектив Нортон (23 епізоди) |
| 1993      | с | Великий зручний диван     | Big Comfy Couch                    | Вобблі (2 епізоди)                                  |
| 1993      | ф |                           | Ed and His Dead Mother             | Лар                                                 |
| 1994      | ф |                           | Sioux City                         | Рассел                                              |
| 1995      | ф |                           | Tales from the Crypt: Demon Knight | Боб Мартель                                         |
| 1995      | ф | Мрець                     | Dead Man                           | Ніхто                                               |
| 1998      | ф |                           | Smoke Signals                      | Арнольд Джозеф                                      |
| 1999      | ф | Пес-примара: Шлях самурая | Ghost Dog: The Way of the Samurai  | Ніхто                                               |
| 2001      | ф | Ведмежатник               | The Score                          | Берт                                                |
| 2002      | ф | Червоношкірі              | Skins                              | Verdell Weasel Tail                                 |
| 2002      | ф | Адаптація                 | Adaptation.                        | Бастер Бакслі                                       |
| 2003      | ф | Велика порожнеча          | The Big Empty                      | індіанець Боб                                       |
| 2006      | ф |                           | One Night with You                 | Момо                                                |
| 2008—2009 | с |                           | Easy Money                         | Шеп (7 епізодів)                                    |
| 2012      | с |                           | Blackstone                         | Рей Деларонде (8 епізодів)                          |
| 2012      | ф |                           | Path of Souls                      | Едді Бентон Бенай                                   |
| 2019      | ф |                           | First Cow                          | Тотіллікум                                          |
| 2021      | с | Постоялець з космосу      | Resident Alien                     | Ден (6 епізодів)                                    |